# Rohu
För andra betydelser, se Rohu (olika betydelser).
Rohu (Labeo rohita) är en fiskart som först beskrevs av Francis Buchanan-Hamilton 1822.  Rohu ingår i släktet Labeo och familjen karpfiskar. IUCN kategoriserar arten globalt som livskraftig. Inga underarter finns listade i Catalogue of Life.